# Enying
Enying é uma cidade da Hungria, situada no condado de Fejér. Tem 82,78 km² de área e sua população em 2019 foi estimada em 6.655 habitantes.